# J-pop
J-pop (яп. ジェーポップ) или джей-поп — сокращённый термин для японской популярной музыки от англ. Japanese pop. J-pop могут называть разные жанры, но в основном это музыка за пределами хард-рока, метала, панк-рока. В особых случаях термин «J-pop» употребляют по отношению к себе рок-музыканты, но обычно для рок-музыки используется термин J-rock.

## Термин
Термин часто используют в Японии для описания различных музыкальных стилей, включая поп, рэп, соул и танцевальную музыку. Исполнители J-pop — популярные музыканты, а также сэйю — артисты, озвучивающие героев в аниме.
Раньше в Японии всю популярную музыку в западном стиле называли «каёкёку», но к началу 1990-х годов ситуация в японской музыке изменилась. Все старые категории японской музыки либо потеряли смысл, либо стали означать что-то другое, а термин «каёкёку» продолжал использоваться практически только для певцов-«идолов». Термин J-pop был придуман FM-радиостанцией J-Wave в конце 1980-х годов для того, чтобы отделить японскую поп-музыку от «каёкёку». После этого японские музыкальные магазины для простоты и удобства покупателей решили категоризировать всю современную японскую поп-музыку как «J-pop», а сборники баллад в стиле энка стали называть «каёкёку». Со временем J-pop полностью вытеснил термин «каёкёку». В настоящее время магазины обычно делят поп музыку на три полки: J-pop (японская поп-музыка), западная поп-музыка и энка (старомодная японская баллада).

## История
J-pop как явление уходит корнями в джазовую музыку, которая стала популярной в течение раннего периода Сёва. Джаз принёс множество музыкальных инструментов, ранее использовавшихся для исполнения классической музыки, военных маршей, бывших в диковинку для слуха японцев, добавив элемент «веселья» в японскую музыкальную сцену тех лет. Как результат, Онгаку Кисса (яп. 音楽喫茶), музыкальные кафе, стали популярной площадкой для исполнения живой джазовой музыки.
Под влиянием джаза и блюза в Японии появился жанр «Рюкока» (яп. 流行歌).
Под давлением Имперской Армии, в течение Второй мировой войны, джаз перестал звучать. По окончании войны, солдаты из Соединённых Штатов оккупировавшие Японию, принесли множество музыкальных стилей, таких как буги-вуги, мамбо, блюз, и кантри. Стали популярными песни Касаги Сидзуко «Токио Буги-Вуги» (1948), Тиэми Эри «Tenessie Waltz» (1951), «Омацури Мамбо» Хибари Мисоры. Иностранные музыканты и группы, включая JATP и Луи Армстронга, посещали Японию с концертами. 1952 стал годом джазового бума в Японии. Но жанр требовал технического мастерства, и был сложен для исполнения. Поэтому большинство японских исполнителей-любителей занялись музыкой кантри, которая была легка для исполнения и восприятия.
Благодаря влиянию кантри в 1956 году в Японии началась рок-н-ролльная лихорадка. Кадзуя Косака и его Wagon Masters представили свою интерпретацию знаменитой «Heartbreak Hotel» Элвиса Пресли. Рок-н-ролльное движение достигло своего пика в 1959 году, ознаменовавшегося появлением большого количества японских рок-н-ролльных групп. Однако шествование рок-н-ролла в Соединённых Штатах было недолгим, что послужило падению его популярности и в Японии. Отдельные японские коллективы пытались объединить традиционную японскую поп-музыку с рок-н-роллом. Единственный музыкант, которому это удалось — был Кю Сакамото с песней «Уэ о Муйтэ Аруко» (яп. 上を向いて歩こう Уэ о Муйтэ Аруко:) — «Давайте будем идти, смотря ввысь», известная во многих уголках мира как «Сукияки» («sukiyaki»). Остальные исполнители решили переводить тексты популярных американских песен на японский язык и исполнять их, благодаря чему родился так называемый «cover pop». Однако наступила эпоха телевидения, когда каждый имел возможность приобрести свой телевизор и смотреть музыкальные представления. Популярность cover pop угасла. Тем не менее, караоке, популярное в наши дни по всему миру, имеет прямое к нему отношение.
Из-за популярности рок-н-ролла в 50-х и 60-х годах жанр «Рюкока» был вытеснен энкой и «каёкёку». 
В период с ранних 70-х до середины 80-х произошёл переход от простых песен с гитарным аккомпанементом, к более сложным композициям. Сменило окраску и содержание текстов песен. Социальная направленность композиций ослабла, сфокусировавшись на любви и внутренних переживаниях. Такуро Ёсида и Ёсуй Иноуэ наиболее заметные представители новшеств.
В 80-е термином «сити поп» стали обозначать популярную поп музыку больших городов, имеющую выраженную городскую тематику. Большинство песен этого жанра было написано в Токио. Так как различия между сити-поп и «новой волны j-pop» очень незначительны, родился новый термин «васэй поп» (поп-музыка из Японии), который стал общим названием для обоих направлений.
В конце 1980-х внимание публики было приковано к одной из наиболее знаменитых японских рок-групп (j-rock) Chage and Aska — дуэт, состоящий из двух популярных японских певцов — Chage (Сюдзи Сибата) и Рё Асука (Сигэаки Миядзаки), впоследствии ставший самой популярной рок-группой в Азии. Их азиатское турне «Asian Tour II / Mission Impossible» стало одним из крупнейших в истории японской музыки. Билеты на все 61 концерт в Японии, Гонконге, Сингапуре и Тайване были раскуплены в один день. Однако с появлением японской танцевальной поп-музыки, исполняемой Намиэ Амуро и Тэцуя Коморо в середине 90-х популярность групп подобных Chage & Aska начала падать.
До начала 90-х годов развитие японской музыки продолжалось, новые жанры получили широкое распространение, но не имели своего названия. Стали популярны идол-группы, постепенно термин «каёкёку» стал обозначать именно их. Представители других жанров не всегда хотели иметь такое же название, в том числе потому что некоторые группы возникли в противовес современным жанрам. В конце 80-х годов была создана радиостанция J-Wave, которая включала в эфире в основном модную музыку. Чтобы отделить её от «каёкёку», они создали термин «J-pop». Изначально этим словом часто называли песни, сильно похожие на иностранную поп-музыку, но затем этот термин расширился, а «каёкёку» потерял актуальность, слившись с энкой.
В 90-е годы большой вклад в популяризацию J-pop внесли группы Mr. Children, B'z. К концу 90-х годов популярность обрели такие певицы как Намиэ Амуро, Хикару Утада, Аюми Хамасаки, Маи Кураки и Ами Судзуки, а также женские поп-группы, такие как SPEED и Morning Musume, и мужские, например, SMAP и Arashi. В эти годы в Японии был популярен жанр R&B.
В 10-х годах наибольшую популярность обрели идол-группы — гёрл- и бой-бэнды, рассчитанные в первую очередь на аудиторию противоположного пола. Первые 10 мест в списке самых продаваемых синглов в Японии за 2010 год поделили идол-гёрл-группа AKB48, продюсируемая Ясуси Акимото, занявшая и 1-е и 2-е места, и бой-бэнд Arashi идол-агентства Johnny & Associates.
В 20-х годах идол-группы не потеряли своей актуальности, но частично были вытеснены K-pop группами, которые стали популярны не только в Азии, но и по всему миру. По результатам опросах в Японии на 2024 год наиболее популярны японские группы ME:I, Number_i, Naniwa Danshi, Snow Man, FRUITS ZIPPER, NiziU и южнокорейские группы ILLIT, Le Sserafim, New Jeans, IVE. Также популярны и сольные исполнители, дуэты, например, Yoasobi, Mrs. GREEN APPLE, Creepy Nuts, Ado, Fujii Kaze. J-pop также начал покорять иностранные чарты, хотя до этого не имел такой популярности. Например, песня дуэта Yoasobi «Idol» стала первой японской песней, занявшей первое место в чарте Billboard Global Excl. U.S., а также в чартах Apple Music и YouTube Music.

## Влияние на поп-культуру
J-pop — неотъемлемая часть японской поп-культуры. Он проник повсюду: в бизнес, торговлю, кино, телевидение и радиопостановки, видеоигры и аниме. Многие телевизионные программы используют J-pop в титрах. Ритм J-pop зачастую очень быстр, что делает его сложным для понимания некоторых людей. В аниме, телевизионных передачах и дорамах, начальная и завершающая музыкальная тема меняется четыре раза в год. Большинство программ имеют до восьми открывающих и завершающих тем за сезон.
Огромное количество выпускаемых песен делает лицо J-pop постоянно изменяемым. Множество артистов успевают выпустить только один альбом и несколько синглов, после чего исчезают в неизвестности. Тем, кому удается удержаться на протяжении десятков лет, признаны выдающимися. Группы, такие как Dreams Come True, Chage & Aska, B'z, Southern All Stars, the pillows, и Tube бывшие популярны более 15 лет вошли в историю как имевшие феноменальный успех.
В последние пять лет наблюдается новый и несколько странный феномен, зародившийся в Западной Японии. В городах Фукоку и Оита был замечен всплеск популярности групп, состоящих как из японцев, так и зарубежных музыкантов. Эта популярность привлекла внимание крупных музыкальных корпораций, включая Sony Japan. Стали известными группы Bump of Chicken, Fever, Dr. Funkinstein, Cut Flowers, The Routes, F8, и The James Heneghan Acoustic Roadshow. Многие из них выступили на проходящем ежегодно Concert of the Rock, в городе Накацу, префектура Оита. Это двухдневное рок-представление, проходящее в рамках Mt. Hachimen, одного из крупнейших рок-фестивалей мира.